# SGK1
SGK1（serum and glucocorticoid-regulated kinase 1）は、ヒトではSGK1遺伝子によってコードされる酵素（セリン/スレオニンキナーゼ）である。
SGK1はセリン/スレオニンキナーゼの中でもSGKサブファミリーに属し、血清や糖質コルチコイドを含むいくつかの刺激によって急速な転写の制御が行われる。SGK1はインスリンや成長因子によって、PI3キナーゼやPDPK1、mTORC2を介して活性化される。SGK1はいくつかの酵素や転写因子を調節し、輸送、ホルモンの放出、神経細胞の興奮、炎症、細胞増殖、アポトーシスの調節に寄与していることが示されている。SGK1はさまざまなイオンチャネル、輸送体、Na+/K+-ATPアーゼの存在量や活性を増加させる。SGK1の発現は発生段階や、高血圧、糖尿病性神経障害、虚血、外傷、神経変性疾患などの病態によって調節されている証拠が蓄積している。

## 機能
SGK1は細胞ストレス応答に重要な役割を果たすセリン/スレオニンキナーゼである。このキナーゼは特定のカリウムチャネル、ナトリウムチャネル、塩化物チャネルを活性化し、細胞生存、神経興奮、腎臓でのナトリウムの排出に関与していることが示唆されている。

### イオンチャネルとトランスポーターの調節
SGK1は次に挙げるイオンチャネルを調節することが示されている。
- 上皮性ナトリウムチャネルENaC[8][9]
- 腎髄質外層カリウムチャネルROMK[6][10]
- 腎上皮カルシウムチャネルTRPV5[6][11][12]
- 塩化物チャネルClC2（英語版）[6][13]
- 心臓の電位依存性ナトリウムチャネルSCN5A[14][15]
- 心臓と上皮のカリウムチャネルKCNE1/KCNQ1[15][16]
- 電位依存性カリウムチャネルKv1.3、Kv1.5（英語版）、Kv4.3（英語版）[15][17]
- グルタミン酸受容体[6][18]

次に挙げる輸送体やポンプもSGK1の影響を受ける。
- グルコーストランスポーター[19]
- クレアチントランスポーターSLC6A8（英語版）[20]
- リン酸輸送体[13]

### 細胞体積の調節
SGK1は浸透圧による細胞収縮または等張性細胞収縮によってアップレギュレーションされる。SGK1依存的なカチオンチャネルの調節は細胞の体積の調節に寄与している可能性があるが、その調節機構や重要性は未だ確立されていない。細胞へNa+の流入は細胞を脱分極し、並行してCl−の流入をもたらす。NaClの流入と浸透圧によって駆動される水の流入は細胞の体積を増加させる。SGK1は細胞の体積によって調節されるCl−チャネルClC2の活性を増加させることが示されている。こうしたCl−チャネルの活性化はのCl−流出と最終的にはK+の流出をもたらし、KClの喪失によって細胞の体積は減少する。こうした観察は細胞収縮によるSGK1のアップレギュレーションとは対照的であり、SGK1はむしろ細胞体積の減少に関与している可能性を示唆している。SGK1は細胞体積の変化に対処する能力を増すことで細胞体積の維持に寄与している可能性もある。

#### 脱水
脳の水分状態は神経の機能に重要である。水分補給は神経細胞やグリア細胞の体積に影響を与え、大脳の機能を変化させる。脱水はSGK1を含む広範囲の遺伝子の発現を変化させる。脱水時の脳の機能変化にはSGK1の影響を受ける機能が大きく寄与していることが示されている。

### 細胞増殖とアポトーシス
SGK1はアポトーシスを阻害することが示されている。SGK1とSGK3の持つ抗アポトーシス作用の一部はフォークヘッド転写因子のリン酸化によるものである。また、増殖シグナルはSGK1を核内へ輸送し、SGK1はKv1.3を調節することで細胞増殖作用を示していることが示唆されている。Kv1.3のチャネル活性のアップレギュレーションは成長因子の増殖作用に重要である可能性があり、IGF-1による細胞増殖はいくつかのKvチャネル（電位依存性カリウムチャネル）遮断薬によって妨げられる。
SGK1のノックアウトマウスの成長は見かけ上正常である。そのため、SGK1は細胞増殖やアポトーシスに重要な要素ではないか、もしくはSGK1ノックアウトマウスでは関連するキナーゼがSGK1の機能を効果的に補っているかのいずれかである。

### 記憶形成
SGK1は長期記憶の形成に重要な役割を果たすことが示唆されている。野生型SGK1のトランスフェクションはラットの学習能力を改善する。一方、不活性型SGK1のトランスフェクションは空間記憶、恐怖条件付け、新奇物体認識の学習能力が低下する。
SGK1の記憶固定における役割にはグルタミン酸受容体も影響を与えている可能性がある。SGKのアイソフォームはAMPA受容体とカイニン酸受容体をアップレギュレーションし、グルタミン酸の興奮作用を増強すると考えらえる。シナプス伝達と海馬の可塑性はどちらもカイニン酸受容体の影響を受ける。SGKの欠損はシナプス間隙からのグルタミン酸の除去を低下させ、グルタミン酸トランスポーターや受容体の機能や調節を変化させる。その結果、興奮毒性が増加し、最終的には細胞死が引き起こされる可能性がある。

#### 長期増強
SGKは海馬の神経細胞での長期増強と神経可塑性を促進することが示されている。海馬でのSGKのmRNAの発現はAMPA受容体によって増加する。AMPA受容体を介したシナプス伝達は長期増強の後期段階と密接に関係している。

### 転写
ヒトのSGK1のアイソフォームは細胞の体積によって調節される遺伝子として同定されており、細胞収縮によって転写がアップレギュレーションされる。SGK1の転写産物レベルの調節は速く、SGK1のmRNAの出現と消失は20分以内に行われる。SGK1の転写は血清や糖質コルチコイドによって増加し、転写の変化は細胞死の出現とも相関している。SGK1の転写調節に関与するシグナル伝達分子としては、cAMP、p53、プロテインキナーゼCがある。SGK1の転写は細胞体積の変化に対する感受性があるため、脳でのSGK1の発現は脱水によってアップレギュレーションされる。
SGK1の発現は血清、IGF-1、酸化ストレス、サイトカイン、低浸透圧、糖質コルチコイドを含む、多数の刺激によって制御されている。鉱質コルチコイド、性腺刺激ホルモン、線維芽細胞増殖因子、血小板由来成長因子やその他のサイトカインもSGK1の転写を促進することが知られている。さまざまな神経変性疾患におけるSGK1のアップレギュレーションはこうした刺激と直接的に相関しており、多くの神経変性疾患にはこうした刺激の変化が伴っている。
- 糖質コルチコイド: SGK1の発現は主に糖質コルチコイドによって調節される[23]。動物では糖質コルチコイドがさまざまな程度の運動による記憶固定の増強に関与していることが示されている。糖質コルチコイドホルモンは重度のうつ病の患者でも常に増加している。慢性的な高濃度の糖質コルチコイドはグルココルチコイド受容体（GR）の活性化によって海馬の神経発生を弱める。SGK1は糖質コルチコイドが神経発生を低下させる下流の機構や、糖質コルチコイドの除去後もGRの機能を増強し維持する上流機構に関与する主要な酵素である[25]。
- 酸化ストレス: 酸化ストレスは神経変性過程の一般的な構成要素である。SGK1の発現はp38/MAPK依存性経路を介して誘導されることが示されており、SGK1はストレスの変化に対して迅速で一過的な応答を示す[26]。
- DNA損傷: SGK1の転写はDNA損傷によって、p53やERK1/2の活性化を介して促進される[15][21]。

### 代謝
SGK1はSGK3とともに、小腸でのナトリウム・グルコース共輸送体 SGLT1によるグルコースの吸収を促進することが示されている。また、SGK1は脳、脂肪、骨格筋を含むいくつかの組織でも循環血流から細胞へのグルコースの取り込みを促進する。SGK1はインスリンによる細胞へのグルコースの取り込みの促進にも重要な役割を果たしている。したがって、SGK1は尿細管でのNa+の輸送に関して鉱質コルチコイドとインスリンの作用を統合するだけでなく、グルコースの輸送にも同様に影響を与えている。

### 腎臓
SGK1はアルドステロン、インスリン、IGF-1によるENaCの調節に影響を与えており、腎臓でのNa+の排出の調節に関与していることが示唆されている。抗利尿ホルモン（ADH）やインスリンによるENaCの活性化はSGK1に依存しているか、ADH/インスリンとSGK1によってそれぞれ誘導されて同じ標的に収束する非依存的な経路を反映したものであることが指摘されている。腎臓でのENaCの機能や鉱質コルチコイドの作用は、部分的にはSGK1の存在に依存している。ある研究では、SGK1はインスリンによる腎臓でのNa+保持に重要な役割を果たしていることが明らかにされている。
SGK1は鉱質コルチコイドによって調節されるNaClの恒常性において、少なくとも2つの役割を担っている。NaClの摂取と腎臓でのNaClの再吸収の双方がSGK1に依存していることは、過剰なSGK1の活性によって経口でのNaClの吸収と腎臓でのNaClの保持が同時に促進され、動脈性高血圧が引き起こされうることを示唆している。

### 消化管
SGK1は腸細胞をはじめ、消化管で高度に発現している。鉱質コルチコイドは小腸でのSGK1の発現の主要な刺激因子であることが示唆されている。腎臓での機能とは異なり、結腸でのENaCの調節はまだ十分には理解されてない。現時点では、SGK1は遠位結腸でのENaCの刺激には必要ではないと考えられている。

### 心臓と血管
心臓はSGK1が高度に発現している多くの組織のうちの1つである。SGK1はNa+の取り込みと腎臓での排出の双方に影響を与えるため、血圧の調節はSGK1によって誘導される電解質の不均衡の影響を受ける可能性がある。インスリンによって活性化されたSGK1はNa+の再吸収と、その結果として血圧の上昇を引き起こす可能性がある。
SGK1は心周期のQT時間に影響を与えることが示されている。QT時間は左右の心室の電気的脱分極から再分極までの時間を表している。SGK1はQT時間を短縮させる可能性がある。ヒトではSGK1の活性を高めると考えられる遺伝子バリアントはQT時間の短縮と関係している。

## 臨床的意義
SGK1の機能獲得型変異は、心筋収縮の活動電位後に心臓細胞が再分極するまでの間隔であるQT時間の短縮をもたらす場合がある。SGK1は心臓細胞のKvLQT1チャネルとの相互作用によってこの作用を示し、KvLQT1がKCNE1と複合体を形成している場合にチャネル活性を促進する。SGK1はPIKfyveをリン酸化することで、このチャネルを介した緩徐活性型遅延整流性カリウム電流を増大させる。PIKfyveはPI(3,5)P2を形成し、PI(3,5)P2は心臓の神経細胞膜へのKvLQT1/KCNE1チャネルのRAB11依存的挿入を増加させる。SGK1によるPIKfyveのリン酸化は、KvLQT1/KCNE1チャネル含有小胞のRAB11依存的なエキソサイトーシスを介してチャネル活性を調節する。SGK1は細胞内の輸送を変化させることで細胞膜へのKvLQT1/KCNE1チャネルの挿入を増加させ、神経細胞の緩徐活性型遅延整流性カリウム電流を増強させることができる。

### 神経疾患における役割
SGK1の発現の2つの主要な要素である酸化ストレスと糖質コルチコイドの増加は、神経変性過程の一般的な要素である。SGK1は神経変性疾患の根底にある細胞死過程において重要な役割を果たしていることが研究から示唆されており、SGK1は神経保護作用を示すようである。
AMPA受容体とカイニン酸受容体はSGKのアイソフォームによって調節される。AMPA受容体の活性化は虚血による細胞死に重要である。SGK1依存的なAMP受容体とカイニン酸受容体の調節の異常は、筋萎縮性側索硬化症（ALS）や統合失調症、てんかんの病理に関係している可能性がある。
グルタミン酸トランスポーターは細胞外空間からグルタミン酸を除去する。SGK1の欠損はグルタミン酸の作用を妨げる可能性があるが、それと同時にシナプス間隙からのグルタミン酸の除去も低下させる。グルタミン酸は神経毒性を示す可能性があるため、グルタミン酸トランスポーターやグルタミン酸受容体の機能や調節の変化は興奮毒性を助長する可能性がある。

#### ハンチンチン
SGK1はハンチンチンをリン酸化し、ハンチンチンの毒性に対抗することが発見されている。一方で、SGK1のアップレギュレーションはパーキンソン病モデルでのドーパミン作動性細胞の死の出現とも一致している。現時点では、SGK1は細胞死を防ぐのか駆動するのかは明らかではない。SGK1の過剰発現は重度の精神遅滞を示す疾患であるレット症候群でも観察されている。
SGK1は脳由来神経栄養因子（BDNF）シグナルの伝達にも関与していることが示唆されている。BDNFは神経の生存、可塑性、気分、長期記憶に関与していることが知られている。SGK1は統合失調症、うつ病、アルツハイマー病におけるBDNFシグナル伝達に関与している可能性がある。BDNFの濃度は抗うつ薬の投与や電気痙攣療法など、主要な精神病治療戦略の後に変化する。

#### 他の神経疾患
タウタンパク質はSGK1によってリン酸化される。アルツハイマー病ではタウの高リン酸化がみられるため、SGK1はアルツハイマー病に寄与している可能性がある。また、クレアチントランスポーター（CreaT）に欠陥を抱える患者は精神遅滞を示すため、SGK1のCreaTをアップレギュレーションする能力には病理学的意義が存在する可能性がある。SGK1の欠乏は同時に糖質コルチコイドシグナルの不十分な伝達を伴うため、SGK1は大うつ病性障害に関係している可能性が示唆されている。うつ病患者ではSGK1のmRNAのレベルが大幅に上昇していることが発見されている。

## 相互作用
SGK1は次に挙げる因子と相互作用することが示されている。
- KPNA2（英語版）[39]
- MAPK7（英語版）[40]
- NEDD4[41][42]
- PDPK1（英語版）[43][44]
- SLC9A3R2（英語版）[43][45]